# Ctenomys sericeus
Ctenomys sericeus là một loài động vật có vú trong họ Ctenomyidae, bộ Gặm nhấm. Loài này được J. A. Allen mô tả năm 1903.